# 백재진
백재진(1969년 6월 9일 ~ )은 대한민국의 배우, 모델이다.

## 생애
1969년 6월 9일 출생한 그는 1990년 연극 《햄릿》으로 연극 배우 첫 데뷔하였고 1995년 뮤지컬 《춘향전》으로 뮤지컬 배우 데뷔한 그의 대표작으로는 MBC 드라마 《태왕사신기》, 《베토벤 바이러스》 등이 있다. 백재진의 진가를 제대로 알린 것은 인기 드라마인 《태왕사신기》의 불돌 역, 《베토벤 바이러스》에서 강마에 (김명민)의 공연을 막는 수재민 대표, 《그들이 사는 세상》의 무술 감독을 거쳐 이번 《남자 이야기》에 출연하며 조금씩 알려졌다. 외모는 우락부락하지만 대화를 나눠보면 꼼꼼한 성격에 섬세한 감성을 지녔다. 2008년 마흔을 꽉 채워서 늦장가를 갔다. 백일섭이 롤 모델이라고 말하는 백재진은 옆 집 아저씨 같은 편안한 배우를 꿈꾸고 있다고 한다.

## 학력
- 1985년 ~ 1988년 계원예술고등학교 연극영화과
- 1988년 ~ 1995년 단국대학교 연극영화과 학사

## 출연

### 방송

#### 드라마
- 2007년 MBC 《태왕사신기》 - 불돌 역
- 2008년 MBC 《베토벤 바이러스》 - 수재민 대표 역
- 2008년 KBS 2TV 《그들이 사는 세상》 - 무술 감독 역
- 2008년 SBS 《떼루아》
- 2009년 KBS 2TV 《남자 이야기》 - 용식 역
- 2009년 EBS 1TV 《원시가족 뚜따 패밀리》 - 큰 놈 역
- 2010년 SBS 《커피하우스》 - (특별 출연)
- 2011년 MBC 《마이 프린세스》 - 공사장 인부 역
- 2011년 MBN 《왓츠업》 - 배씨 역
- 2012년 KBS 2TV 《각시탈》 - 봉 실장 역
- 2012년 MBC 《무신》 - 김중온 장군 역
- 2012년 KBS 2TV 《해운대 연인들》 - 송영섭 역
- 2012년 KBS 1TV 《대왕의 꿈》 - 만춘 역
- 2013년 KBS 2TV 《최고다 이순신》
- 2013년 MBC 《메디컬 탑팀》 - 김미순의 남편 역
- 2014년 tvN 《갑동이》 - 치료감호소에 있는 남자 역
- 2014년 KBS 2TV 《왕의 얼굴》 - 무철 역
- 2016년 KBS 2TV 《화랑》 - 양조장 역
- 2017년 KBS 2TV 《꽃 피어라 달순아!》 - 나까무라 역
- 2017년 MBC 《왕은 사랑한다》
- 2018년 MBN 《마녀의 사랑》
- 2018년 KBS 2TV 《끝까지 사랑》 - 침대 매장 직원 역
- 2019년 KBS 2TV 《왜그래 풍상씨》 - 이외상 조직 동료 역
- 2020년 KBS 2TV 《비밀의 남자》 - 심부름센터 직원 역 (특별출연)
- 2020년 JTBC 《라이브온》 - 중국어 선생님 역
- 2020년 tvN 《철인왕후》 - 만물상 주인 역
- 2021년~2022년 MBC 《두 번째 남편》 - 수철의 부하 역
- 2021년~2022년 KBS 2TV 《신사와 아가씨》 - 형사 역
- 2022년 MBC 《비밀의 집》 - 형사 역
- 2022년~2023년 MBC 《마녀의 게임》- 강지호의 감방 동기 역
- 2023년 KBS 2TV 《비밀의 여자》- 백성민 역
- 2023년 MBC 《하늘의 인연》 (특별출연)

### 영화
- 1999년 《신장개업》 - 일도 역
- 2009년 《불꽃처럼 나비처럼》 - 대원군 장수 역
- 2010년 《친정엄마》 - 미정 남편 역
- 2014년 《표적》 - 광수대 형사 2 역

### 공연

#### 연극
- 1990년 《햄릿》 - 클로디어스 대왕 역

#### 뮤지컬
- 1995년 《춘향전》 - 변학도 역

### 광고
- SK텔레콤
- 롯데제과 빼빼로
- KT SHOW